# جوني دو بلوي
جوني دو بلوي (بالإنجليزية: Johnny du Plooy)‏ مواليد 27 سبتمبر 1964 في خاوتينغ، جنوب أفريقيا - الوفاة 12 أبريل 2013، كان ملاكم محترف جنوب أفريقي صنّف ضمن فئة الوزن الثقيل.

## المسيرة الاحترافية
من نزالاته:
- انتصر على جيمس تيليس بالضربة الفنية القاضية (1987).

## إحصائيات
خاض خلال مسيرته 33 نزالا، فاز في 27 وتعادل في 1 وخسر في 5. فاز بالضربة القاضية في 22 نزالا.

## روابط خارجية
- جوني دو بلوي على موقع بوكس ريك (الإنجليزية) (registration required)